# 风平镇
风平镇，是云南省德宏傣族景颇族自治州芒市下辖的一个镇，位于芒市东部，是芒市机场的所在地，境内的帕底工业园是芒市的主要工业园区。

## 历史
历史上，风平地区位于芒市土司辖境。1936年，国民政府在潞西地区推行乡镇建制，成立风平乡，隶属潞西设治局第一区。中华人民共和成立后，隶属潞西县芒市区。1953年，拆分芒市区，芒市河以东置那目区（后更名勐社区），以西设轩岗区（后更名允茂区），风平属那目区。1956年，勐社区与允茂区合并为芒市坝区。1957年城关区从芒市坝区划出。1958年实行人民公社化运动，改置红旗公社、帕底公社、团结公社，1959年取消公社，恢复芒市坝区。1963年，芒市坝区部分地区划出组建法帕区，同时芒市坝区更名风平区。1965年，划出部分地区组建轩岗区。1969年再次实行人民公社化运动，风平区改称东风公社，1971年恢复原名。1984年，恢复区乡建制；1987年12月，风平区改为风平乡:25-31。1998年，撤乡设镇改置风平镇。2005年，法帕镇并入风平镇:2561。

## 地理
风平镇总面积394.42平方千米，距离芒市10千米；2020年有人口84,647人，傣族占87.25%（2019年），汉族占11.08（2019年）:77。风平镇占据芒市坝三分之二的地区，东南部为山区，整体地势东南高、西北低，森林覆盖率53.51%。境内最高峰是平河村的杵棒树 ，海拔2,832米；最低点帕底村等岗寨，海拔860米。境内河流属瑞丽江流域，主要河流有芒市河、果朗河。境内有芒市唯一的中型水库——芒究水库。:2561。

## 行政区划
风平镇下辖以下地区：
兴侨社区、风平村、那目村、帕底村、芒别村、芒赛村、法帕村、腊掌村、遮晏村、芒里村、上东村和平河村。

## 经济
2016年，风平镇有耕地面积119,578亩，农业总产值76,400万元，主要作物有水稻、玉米、小麦、烟草、咖啡、澳洲坚果、油茶、核桃、柠檬等，种植芒果、菠萝、菠萝蜜等热带水果。2011年有规模以上工业企业11家，总产值20.07亿元，风平镇帕底村建设有芒市工业园区帕底片区，中国最大速溶咖啡生产企业后谷咖啡的厂区位于帕底工业园内。风平镇全年社会商品销售额1.6亿元，财政收入3,404.6万元。:2561

## 基础设施
风平镇有20所小学和2所初中，镇内建有文化站1个、卫生院2所。镇内有县乡级公路32条，总长159.7千米，乡村公路通达率100%，杭瑞高速、320国道、芒瑞大道过境。德宏芒市机场位于风平镇内，规划有临空经济园、大瑞铁路客运站和货运站。:2559

## 著名人物
- 邵梅罕——傣族剪纸国家级非物质文化遗产代表性传承人。